# Sudamericano de Rugby 1993
El Sudamericano de Rugby de 1993 congregó a las 5 selecciones que venían participando del torneo: la múltiple vencedora Argentina, Brasil, Chile, Uruguay y la selección paraguaya que se ubicó por segunda vez en el tercer puesto arrebatándoselo a la chilena que se debió conformar con la cuarta ubicación. Al igual que los otros campeonatos de la década no se designó a un país para organizar el evento por lo que se jugó en distintas ciudades.
Todas las selecciones a excepción de la brasilera competían paralelamente por la ronda 1 americana sur para la clasificación a la Copa Mundial de Rugby de 1995. Los 6 partidos en que se enfrentaron estos 4 equipos eran válidos por el play-off y fue ganado por Los Pumas que más adelante obtuvo el preciado pasaje a la fase final de la cita mundialista al eliminar a los Estados Unidos en llave de dos partidos.  

## Equipos participantes
- Selección de rugby de Argentina (Los Pumas)
- Selección de rugby de Brasil (Los Vitória-régia)
- Selección de rugby de Chile (Los Cóndores)
- Selección de rugby de Paraguay (Los Yacarés)
- Selección de rugby de Uruguay (Los Teros)

## Posiciones
| Pos. | Equipo    | Encuentros | Encuentros | Encuentros | Encuentros | Tantos  | Tantos    | Tantos     | Puntos |
| Pos. | Equipo    | jugados    | ganados    | empatados  | perdidos   | a favor | en contra | diferencia | Puntos |
| ---- | --------- | ---------- | ---------- | ---------- | ---------- | ------- | --------- | ---------- | ------ |
| 1    | Argentina | 4          | 4          | 0          | 0          | 254     | 23        | + 231      | 8      |
| 2    | Uruguay   | 4          | 3          | 0          | 1          | 146     | 33        | + 113      | 6      |
| 3    | Paraguay  | 4          | 2          | 0          | 2          | 79      | 159       | - 80       | 4      |
| 4    | Chile     | 4          | 1          | 0          | 3          | 72      | 135       | - 63       | 2      |
| 5    | Brasil    | 4          | 0          | 0          | 4          | 51      | 252       | - 201      | 0      |

Nota: Se otorgan 2 puntos al equipo que gane un partido, 1 al que empate, 0 al que pierda

## Resultados[1]
| 25 de septiembre | Brasil | 5 - 55  | Uruguay | cancha del SPAC, São Paulo, Brasil |  |
|                  |        | Reporte |         |                                    |  |

| 26 de septiembre | Chile | 24 - 25 | Paraguay |  |  |
|                  |       | Reporte |          |  |  |

| 2 de octubre | Brasil | 3 - 114 | Argentina | cancha del SPAC, São Paulo, Brasil |  |
|              |        | Reporte |           |                                    |  |

| 2 de octubre | Paraguay | 3 - 67  | Uruguay | Cancha del CURDA, Asunción, Paraguay |  |
|              |          | Reporte |         |                                      |  |

| 9 de octubre | Uruguay | 14 - 6  | Chile | cancha del Carrasco Polo Club, Montevideo, Uruguay |  |
|              |         | Reporte |       |                                                    |  |

| 10 de octubre | Paraguay | 48 - 17 | Brasil |  |  |
|               |          | Reporte |        |  |  |

| 11 de octubre | Argentina | 70 - 7  | Chile | Estadio G.E.B.A., Buenos Aires, Argentina |  |
|               |           | Reporte |       |                                           |  |

| 15 de octubre | Chile | 35 - 26 | Brasil |  |  |
|               |       | Reporte |        |  |  |

| 16 de octubre | Argentina | 51 - 3  | Paraguay | Estadio G.E.B.A., Buenos Aires, Argentina |  |
|               |           | Reporte |          |                                           |  |

| 23 de octubre | Uruguay | 10 - 19 | Argentina | Gran Parque Central, Montevideo, Uruguay |  |
|               |         | Reporte |           |                                          |  |

| Bandera de Argentina  |
| Campeón Argentina     |
| Décimo séptimo título |